# Aleksandr Czajka
Aleksandr Czajka (ros. Александр Чайка) (ur. 23 lipca 1974 w Sumach na Ukrainie) – rosyjski seryjny morderca. Między styczniem i lutym 1994 roku, zamordował w Moskwie 4 kobiety.
Karierę przestępczą Czajka rozpoczął w 1989 roku. Został wówczas aresztowany pod zarzutem brutalnego gwałtu i skazany na 14 lat więzienia. W 1993 roku został zwolniony z więzienia za dobre sprawowanie.

## Morderstwa
| Lp. | Ofiara            | Data             |
| --- | ----------------- | ---------------- |
| 1.  | 38-letnia kobieta | 31 stycznia 1994 |
| 2.  | 50-letnia kobieta | 7 lutego 1994    |
| 3.  | 82-letnia kobieta | 9 lutego 1994    |
| 4.  | 40-letnia kobieta | 12 lutego 1994   |

Czajka mordował w napadach furii. Wszystkie kobiety zginęły od licznych ciosów nożem. Po ataku, Czajka okradał ofiary z drobnych przedmiotów, najczęściej biżuterii.

## Zatrzymanie
Po czterech morderstwach milicja posiadała tylko jedną informację na temat zabójcy. Świadek twierdził, że odzież mordercy była cała czarna. Kilka dni później jeden z milicjantów zauważył w metrze mężczyznę, który był ubrany na czarno i bardzo nerwowo się zachowywał. Człowiek ten wzbudził podejrzenie u milicjanta – ten zaczął go śledzić. Godzinę później aresztowano podejrzanego, którym okazał się Czajka. Szybko przyznał się do morderstw. Czajka został skazany przez sąd na karę śmierci. Wyroku nie zrealizowano z powodu wprowadzonego w Rosji moratorium na wykonywanie kary śmierci.